# Musaka
 Musaka eller mousaka ( / m Us ɑː k ə / , / ˌ m Us ə k ɑː / eller / ˌ m Us ɑː k ɑː / ) er en aubergine- eller kartoffel-baseret madret, der ofte inkluderer hakkekød. Retten stammer fra Levanten og er særligt udbredt i Mellemøsten og Balkan med mange lokale og regionale variationer. 
Den mest berømte version af retten i dag kom frem i 1920'erne med udgivelsen af Nikolaos Tselementes' kogebog i Grækenland. Mange versioner har et øverste lag lavet af mælkebaseret sauce fortykket med æg (æggecreme) eller mel (béchamelsauce). I Grækenland er retten lagdelt og serveres typisk varm, i Tyrkiet er det tyndtskåret aubergine stegt og serveret i en tomatbaseret kødsauce. Tyrkisk mussaka kan spises varm eller ved stuetemperatur. I de arabiske lande bliver den ofte spist kold, men den serveres også varm i nogle regioner.

## Navne og etymologi
Det danske navn for mousaka har arabisk oprindelse musaqa ( مسقعة ), bogstaveligt talt 'overrisle, gennemvæde'. Det blev genlånt fra græske mousakás (μουσακάς) og fra andre Balkan-sprog, som alle lånte ordet fra osmannisk. Ordet er først registreret på engelsk i 1862, skrevet mùzàkkà.

## Forberedelse

### Grækenland
De fleste versioner er primært baseret på sauteret aubergine og tomat, normalt med hakket kød, hovedsagelig lam. Den græske version indeholder dog lag af kød og aubergine toppet med en Béchamel ("hvid") sauce og bages. Det forekommer sandsynligt, at den græske mousaka har arabisk oprindelse og er relateret til de levantinske musakhkhan, med ordet mousaka stammende fra dette arabiske ord.
Den moderne græske version blev skabt af den fransk-uddannede græske kok Nikolaos Tselementes i 1920'erne. En klassisk opskrift har tre lag, der er tilberedt separat, før de kombineres til den endelige bagning: et bundlag af skiveskåret aubergine sauteret i olivenolie; et mellemlag af hakket lam let kogt med hakkede eller purerede tomater, løg, hvidløg og krydderier (kanel, allehånde og sort peber); og et øverste lag af béchamelsauce eller pikant creme. Den sammensatte ret lægges derefter i lag i en pande og bages til toplaget er brunet. Mousaka serveres som regel varm, men ikke rygende varm; hvis det skæres ud lige når det kommer ud af ovnen, har mousaka-stykker tendens til at glide fra hinanden, og derfor har retten brug for hviletid for at fæstne sig før servering. Genopvarmning giver dog ikke det samme problem. 
Der er variationer på denne grundlæggende opskrift, nogle gange uden topsauce, nogle gange med andre grøntsager. Sådanne varianter kan i tillæg til aubergineskiverne omfatte sauterede courgetteskiver, delvist stegte kartoffelskiver eller sauterede svampe. Der er en fastedagsversion (vegansk) i Tselementes' kogebog, der hverken indeholder kød eller mejeriprodukter, kun grøntsager (hakket aubergine anvendes i stedet for hakkekød), tomatsauce og brødkrummer.
En anden variant er (melitzanes) papoutsakia (μελιτζάνες) παπουτσάκια (lit. 'Aubergine, lille sko stil'), der består af hele små auberginer fyldt med hakkekød og toppet med béchamel og bagt. 

### Levanten
I Levanten er mousaka en kogt ret, der hovedsagelig består af tomater og aubergine, der ligner siciliansk caponata, og kan også omfatte kikærter. Den kan serveres kold som en mezzeret eller varm.